# Michaela Schmidt
Michaela Schmidt (Weißenfels, 20 de septiembre de 1990) es una deportista alemana que compitió en remo. Ganó dos medallas en el Campeonato Europeo de Remo, en los años 2013 y 2014.

## Palmarés internacional
| Campeonato Europeo | Campeonato Europeo | Campeonato Europeo | Campeonato Europeo |
| Año                | Lugar              | Medalla            | Prueba             |
| ------------------ | ------------------ | ------------------ | ------------------ |
| 2013               | Sevilla (España)   | Medalla de plata   | Ocho con timonel   |
| 2014               | Belgrado (Serbia)  | Medalla de bronce  | Ocho con timonel   |